# Zeus (game thủ)
Choi Woo-je (tiếng Hàn Quốc: 최우제; sinh ngày 31 tháng 1 năm 2004), tên sử dụng thi đấu là Zeus, là 1 vận động viên thể thao điện tử chuyên nghiệp người Hàn Quốc thi đấu bộ môn Liên Minh Huyền Thoại cho đội tuyển Hanwha Life Esports. Trong suốt sự nghiệp của mình, anh ấy đã vô địch League of Legends Champions Korea (LCK) 1 lần và Chung kết thế giới 2 lần liên tiếp 2023 và 2024. Anh ấy đã đại diện cho đoàn thể thao Hàn Quốc thi đấu bộ môn thể thao điện tử Liên Minh Huyền Thoại tại Đại hội Thể thao châu Á và xuất sắc giành được huy chương vàng.
Zeus bắt đầu sự nghiệp vào năm 2019 với tư cách là 1 thành viên của T1 Academy, đội thi đấu giải bán chuyên của T1. Anh được đôn lên đội hình chính vào mùa giải LCK 2021. Mặc dù được thi đấu một thời gian ở Giải Mùa Xuân 2021 nhưng Zeus đã không trở thành tuyển thủ trong đội hình xuất phát của đội cho đến năm 2022. Kể từ đó, Zeus vào đến trận Chung kết LCK 4 lần, vô địch giải LCK mùa xuân 2022. Zeus đã lọt vào trận chung kết Chung kết thế giới trong năm đầu tiên anh ra mắt, và trong 2 năm tiếp theo, anh đã vô địch Chung kết thế giới 2023 và Chung kết thế giới 2024. Năm 2024, Zeus rời T1 và gia nhập Hanwha Life Esports.
Thành tích cá nhân của Zeus bao gồm các giải thưởng như giải FMVP Chung kết Thế giới 2023, FMVP LCK Cup 2025, 3 giải Đường trên của năm LCK và 3 danh hiệu Đội hình tiêu biểu thứ nhất của LCK.

## Sự nghiệp
Năm 2019, Zeus kí hợp đồng với T1 Academy, đội thi đấu giải bán chuyên của T1. Ngày 26 tháng 11 năm 2020, T1 đôn Zeus lên đội hình chính, thay thế cho tuyển thủ Kim "Roach" Kang-hee, người được đưa xuống đội T1 Academy. Sau khi bước sang tuổi 17 vào ngày 31 tháng 1 năm 2021, anh có trận ra mắt LCK vào ngày 3 tháng 2 trong chiến thắng trước Nongshim RedForce trong vòng bảng LCK mùa xuân 2021, thay thế tuyển thủ Kim "Canna" Chang-dong ở đội hình xuất phát. Zeus chia thời gian với Canna trong suốt mùa giải, cạnh tranh vị trí xuất phát. Ở vòng bảng, Zeus thi đấu tổng cộng 19 trận, 12 trận thắng và 7 trận thua với KDA trung bình là 3.11, với trận đấu cuối cùng của anh ấy là vào tháng 3 với KT Rolster. Zeus mất vị trí trong đội hình xuất phát vào tay Canna, và không chơi trong suốt thời gian còn lại của năm.

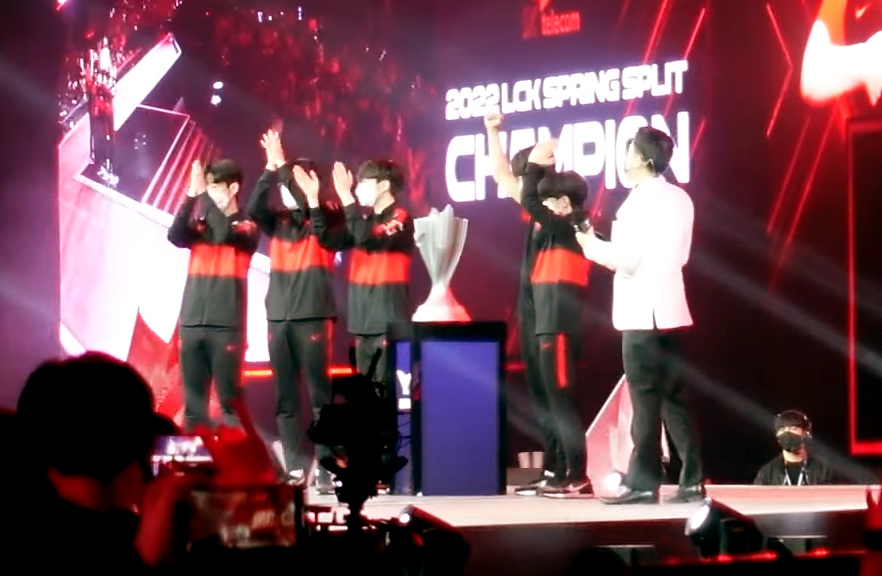
Zeus giành được chức vô địch LCK đầu tiên

Bước vào mùa giải LCK Mùa Xuân 2022, Canna chuyển đến Nongshim RedForce, và Zeus trở thành người đi đường trên chính trong đội hình T1. T1 đã đạt được một thành tích chưa từng có khi kết thúc vòng bảng với thành tích bất bại 18-0, đánh dấu lần đầu tiên trong lịch sử LCK một đội đạt được thành tích hoàn hảo như vậy. Zeus có thành tích 36 trận thắng và 7 trận thua. Anh ấy có nhiều mạng hạ gục nhất và KDA trung bình cao nhất là 3,64 trong suốt mùa giải trong số tất cả những người đi đường trên ở LCK và đảm bảo 1 vị trí trong đội tuyển tiêu biểu LCK mùa xuân 2022. Tại vòng loại trực tiếp, T1 lọt vào trận chung kết LCK mùa xuân 2022, nơi mà họ đối đầu với Gen.G vào ngày 2 tháng 4. Trong suốt trận đấu, Zeus đã gây áp lực cho tuyển thủ Choi "Doran" Hyun-jun trong suốt giai đoạn đi đường. Đặc biệt, trong ván 4, Zeus đã vô hiệu hóa Doran bằng cách sử dụng kĩ năng Tốc biến cùng với kĩ năng E của vị tướng Kennen Tốc độ chớp nhoáng của mình, kết hợp với một pha gank của Oner để dẫn trước. Với việc Doran thất thủ ở đầu trận, đội hình của Gen.G mất đi sức mạnh ngay từ giai đoạn đầu, và T1 đã giành chiến thắng trong ván đấu. Với tỷ số chung cuộc 3–1, T1 giành chiến thắng chung cuộc, đánh dấu chức vô địch LCK đầu tiên của Zeus. Với chức vô địch mùa xuân, Zeus và T1 đủ điều kiện để tham gia Mid-Season Invitational 2022 (MSI) với tư cách là đại diện của khu vực LCK. Zeus có sát thương lớn thứ hai trong số tất cả những người đi đường trên tại MSI. Mặc dù đội đã lọt vào trận chung kết, nhưng họ đã phải nhận thất bại trước Royal Never Give Up, và giành vị trí á quân. Ngày 14 tháng 6, T1 thông báo rằng Zeus đã kí hợp đồng có thời hạn 1 năm với họ. Tại vòng bảng LCK mùa hè 2022, Zeus góp mặt trong đội hình tiêu biểu thứ nhất của LCK. Tại vòng loại trực tiếp, T1 nhận thất bại trước Gen.G trong trận chung kết, kết thúc mùa giải với vị trí thứ 2.
Chung kết thế giới 2022 với tư cách là hạt giống số 2 của LCK. Trong vòng bảng, T1 và EDward Gaming cả hai đều đang cố gắng để giành vị trí đứng đầu trong bảng của họ. T1 chiếm vị trí dẫn đầu bảng sau khi đánh bại EDward Gaming vào ngày 14 tháng 10, với Zeus được vinh danh là MVP của trận đấu và kết thúc vòng bảng với thành tích 5–1 để tiến vào tứ kết loại trực tiếp. Zeus lọt vào trận chung kết Thế giới lần đầu tiên trong sự nghiệp sau khi T1 đánh bại JD Gaming ở bán kết. Tuy nhiên, T1 đã thua DRX trong trận chung kết với tỷ số 2–3. Tại lễ trao giải LCK năm 2022, Zeus được vinh danh là Đường trên của năm LCK 2022.
Tại LCK Mùa Xuân 2023, T1 đã kết thúc vòng bảng ở vị trí đầu tiên với thành tích 17–1, và cùng với toàn bộ đội hình xuất phát của T1, Zeus đã được ghi tên vào Đội hình tiêu biểu thứ nhất của LCK Mùa Xuân 2023. Mặc dù đã có những màn trình diễn ấn tượng tại vòng bảng, T1 lọt vào trận chung kết LCK mùa xuân 2023 nhưng họ 1 lần nữa lại thất bại trước đại kình địch Gen.G, kết thúc mùa giải ở vị trí á quân. Với vị trí á quân, T1 đủ điều kiện tham gia Mid-Season Invitational 2023. Tại MSI, T1 lọt vào trận chung kết nhánh thắng nhưng phải nhận thất bại trước JD Gaming, đẩy họ vào trận chung kết nhánh thua, nơi họ thua Bilibili Gaming với tỷ số 1-3. Vào tháng 7 năm 2023, trong mùa giải LCK Mùa Hè 2023, T1 đã gặp khó khăn khi tuyển thủ đường giữa Lee "Faker" Sang-hyeok bị chấn thương cổ tay. Màn trình diễn của Keria, cũng như toàn đội, đã giảm sút trong giai đoạn này. Sau khi Faker trở lại, T1 đã thắng hai trận cuối cùng, kết thúc mùa giải thường ở vị trí thứ năm với thành tích 9-9. Vào ngày 20 tháng 8 năm 2023, Zeus có lần thứ năm góp mặt ở trận chung kết LCK, nhưng T1 lại phải nhận một thất bại khác trước Gen.G trong trận chung kết.

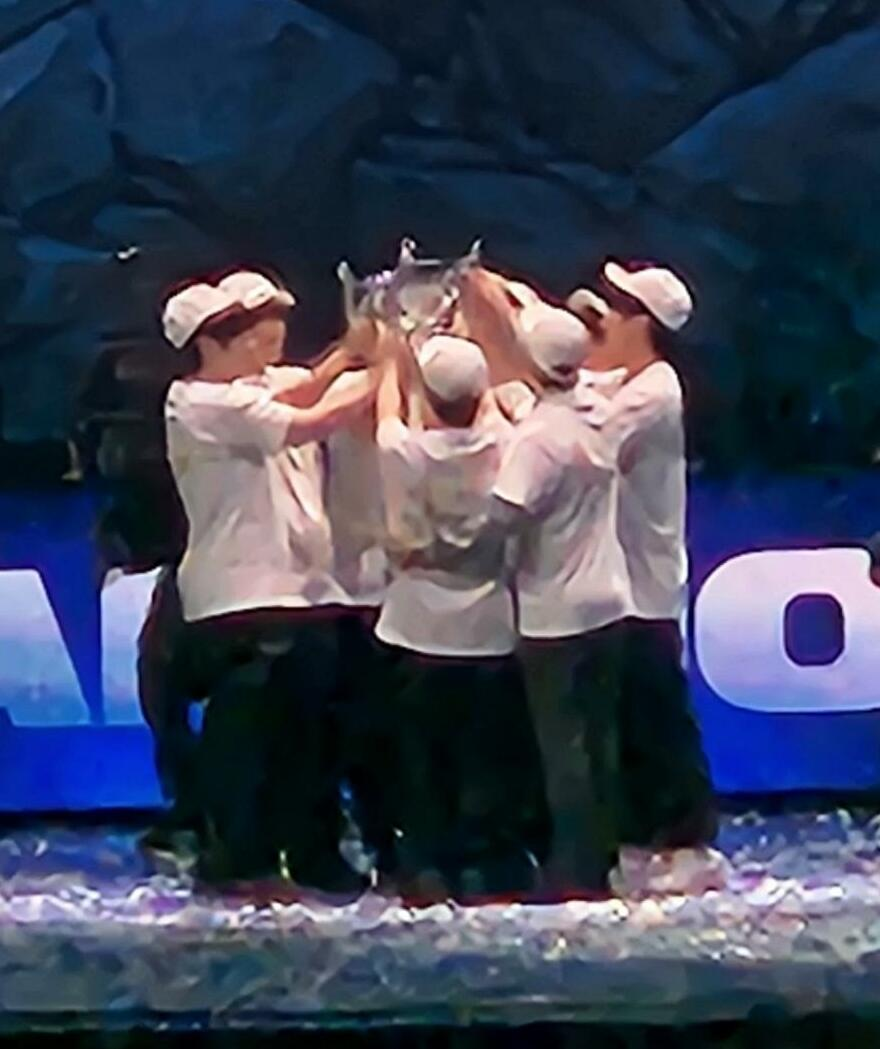
Zeus cùng T1 ăn mừng sau khi vô địch Chung kết thế giới 2023

T1 đến với Chung kết thế giới 2023 với tư cách là hạt giống số 2 của LCK. Zeus lần thứ hai liên tiếp góp mặt trong trận chung kết Thế giới sau khi T1 giành chiến thắng trước JD Gaming ở trận bán kết. Trong trận chung kết đối đầu với Weibo Gaming, Trận đấu đầu tiên chứng kiến sự cân bằng giữa hai đội cho đến phút thứ 18, khi Keria thực hiện một pha bắt bài đối thủ đã tạo điều kiện cho đồng đội của anh là Faker và Zeus có được những điểm hạ gục, giúp T1 thiết lập một lợi thế đáng kể và cuối cùng giành chiến thắng trong ván đấu. T1 tiếp tục đà thắng lợi này để giành chiến thắng trong hai ván đấu tiếp theo, dẫn đến chiến thắng 3-0 và mang về cho Zeus chức vô địch Thế giới đầu tiên của mình. Zeus cũng được vinh danh là MVP của trận Chung kết. Ngày 23 tháng 11 năm 2023, T1 thông báo rằng Zeus đã tái kí hợp đồng với họ. Tại lễ trao giải LCK 2023, Zeus lần thứ hai liên tiếp nhận được giải thưởng Đường trên của năm LCK 2023.
Tại Chung kết thế giới 2024, Zeus lên ngôi vô địch thế giới lần thứ 2 liên tiếp vào ngày 2 tháng 11 năm 2024 sau khi đánh bại BLG với tỉ số 3-2.
Ngày 19 tháng 11 năm 2024, Zeus chia tay với T1. Ngày hôm sau, anh được công bố là thành viên mới nhất của Hanwha Life Esports.
Ngày 23 tháng 2 năm 2025, Zeus cùng với các thành viên Hanwha Life Esports đã xuất sắc lên ngôi vô địch LCK Cup 2025 sau khi đánh bại Gen.G với tỉ số 3-2, anh cũng xuất sắc nhận danh hiệu FMVP của giải đấu.
Ngày 16 tháng 3 năm 2025, Zeus lên ngôi vô địch First Stand 2025 (giải đấu mới do Riot Game tổ chức) sau khi đánh bại KC với tỉ số 3-1.

## Đội tuyển quốc gia
Zeus đại diện cho Hàn Quốc thi đấu tại Đại hội Thể thao châu Á 2022 bộ môn thê thao điện tử Liên Minh Huyền Thoại. Zeus đã giành được huy chương vàng khi đội tuyển Hàn Quốc đánh bại các đội tuyển Ả Rập Xê Út, Trung Quốc và Đài Bắc Trung Hoa lần lượt ở tứ kết, bán kết và chung kết. Với huy chương vàng, Zeus đã được miễn trừ nghĩa vụ quân sự.

## Thành tích từng mùa giải
| Năm  | Đội | Quốc nội | Quốc nội  | Quốc nội  | Quốc tế                     | Quốc tế            | Quốc tế     |
| Năm  | Đội | Giải     | Giai đoạn | Giai đoạn | Mid-Season Invitational     | Chung kết thế giới | First Stand |
| Năm  | Đội | Giải     | Xuân      | Hè        | Mid-Season Invitational     | Chung kết thế giới | First Stand |
| ---- | --- | -------- | --------- | --------- | --------------------------- | ------------------ | ----------- |
| 2021 | T1  | LCK      | 4         | 2         | Không đủ điều kiện tham gia | –                  | -           |
| 2022 | T1  | LCK      | 1         | 2         | 2                           | 2                  | -           |
| 2023 | T1  | LCK      | 2         | 2         | 3                           | 1                  | -           |
| 2024 | T1  | LCK      | 2         | 3         | 3                           | 1                  | -           |
| 2025 | HLE |          |           |           |                             |                    | 1           |

## Giải thưởng và vinh danh
Quốc tế
- 2 lần vô địch Chung kết thế giới – 2023,[43] 2024
- 1 lần FMVP Chung kết thế giới 2023.[30]
- 1 lần vô địch Esports World Cup – 2024.
- 1 lần vô địch First Stand[44] 2025.

LCK
- 1 lần vô địch LCK – Xuân 2022.[45]
- 1 lần vô địch LCK Cup 2025.
- 3 lần chiến thắng giải Đường trên của năm – 2022, 2023[22][33], 2024.[46]
- 3 lần lọt vào đội hình tiêu biểu thứ nhất của LCK – Xuân 2022, Hè 2022, Xuân 2023.[22][23]
- 1 lần lọt vào đội hình tiêu biểu thứ hai của LCK – Xuân 2024.[47]
- 1 lần lọt vào đội hình tiêu biểu thứ ba của LCK – Hè 2023.[48]
- 1 lần FMVP LCK Cup 2025.

Thể thao điện tử Hàn Quốc
- Huy chương vàng Đại hội thể thao châu Á – 2022.[39]

## Cuộc sống cá nhân
Zeus sinh ngày 31 tháng 1 năm 2004. Thời trẻ, anh và gia đình đã xem các trận đấu thể thao điện tử như KartRider và Liên Minh Huyền Thoại trên kênh thể thao điện tử OGN của Hàn Quốc. Anh và anh trai bắt đầu chơi Liên Minh Huyền Thoại không phải vì họ thích trò chơi này mà vì họ muốn hiểu điều gì đang diễn ra trong các trận đấu chuyên nghiệp. Năm 2018, niềm yêu thích của anh với môn thể thao điện tử Liên Minh Huyền Thoại ngày càng lớn và trở thành fan của SK Telecom T1. Cùng năm đó, anh đạt hạng nhất bảng xếp hạng đơn Hàn Quốc.